# Essai clinique de vaccin

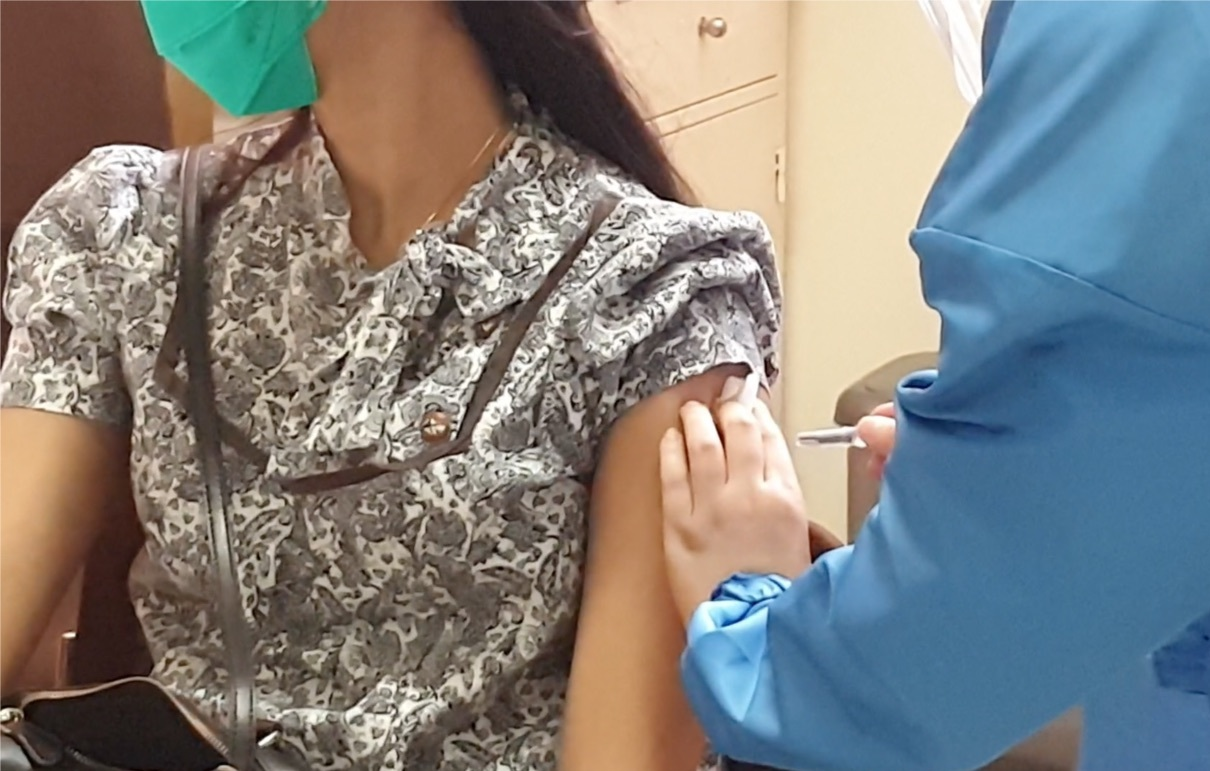
Vaccination d'une femme.

Un essai de vaccin est un essai clinique qui vise à établir l'innocuité et l'efficacité d'un vaccin avant sa licence.

## Méthode
Le premier vaccin candidat est identifié par des évaluations précliniques impliquant un criblage à haut débit et une sélection d'antigènes appropriés pour la réponse immunitaire. Des étapes précliniques sont également nécessaires pour déterminer la plage de dose approximative et les formulations de médicaments appropriées (par exemple, comprimés, injections, etc.). C'est également l'étape à laquelle les candidats-médicaments sont d'abord pilotés sur un animal expérimental avant de passer à la phase un des tests. Des vaccins tels que le vaccin antipoliomyélitique oral ont été prétestés pour les effets secondaires et l'immunité chez les singes ainsi que chez les primates non humains. Les avancées scientifiques récentes ont aidé à utiliser des animaux génétiquement modifiés dans le cadre du protocole préclinique dans l'espoir d'identifier plus précisément les réactions médicamenteuses chez l'homme. Comprendre l'innocuité des vaccins et la réponse immunitaire aux médicaments, comme la toxicité, sont des éléments essentiels de la phase préclinique.

## Articles liés
- Efficacité vaccinale